# 王振邦
王振邦（1918年3月5日—），山西永济县人。中国人民志愿军第六十军第180师参谋长。中国人民解放军开国大校。

## 生平
1951年3月从南京军事学院调任中国人民解放军第六十军第180师参谋长。抗美援朝第五次战役第三阶段所在部队被围失利。1951年5月26日，也就是180师分散突围的前一天，师长郑其贵命令参谋长王振邦率领师部机关和部分伤员先行北撤。王振邦率千余人北撤，安全返回后方。战后不奖不罚，仍任原职，是第180师恢复整顿后唯一留任的师级领导干部。1952年评准师级。后升第180师副师长。1955年入南京军事学院装甲兵系学习。1955年授予上校军衔。1957年毕业，任南京军区装甲兵参谋长，1962年晋升大校军衔。后升任南京军区装甲兵副司令员。 1976年03月南京军区装甲兵撤销，改为南京军区司令部装甲兵部（正师级二级部）。1978年10月1日重设南京军区装甲兵（正军级），任司令员。
2017年3月5日，老红军、原南京军区装甲兵司令员王振邦迎来百岁寿辰，中央军委政治工作部张阳主任发来贺信，高度评价王振邦的光辉事迹、优秀品格和崇高风范，祝愿他生日快乐、健康长寿，并向其家人致以亲切问候。南京军区善后办汪晓荣副政委、政工组陈坚男副组长，老干部处杨罗玉处长、原军区司令部第一老干部服务处官兵代表和王振邦的家人一同出席了庆祝活动。